# Gossau (huyện)
Huyện Gossau (tiếng Pháp: District du Gossau, tiếng Đức: Bezirk Gossau) là một huyện hành chính của Thụy Sĩ. Huyện này thuộc bang Bang Sankt Gallen. Huyện Gossau có diện tích 78 km², dân số theo thống kê của cục thống kê Thụy Sĩ năm 1999 là 28736 người. Trung tâm của huyện đóng ở Gossau. Mã của huyện là ?.